# Eliza Faria
Eliza Josephine Faria (* 24. März 2004 in New Westminster British Columbia) ist eine kanadische Kinderdarstellerin und Schauspielerin in Film und Fernsehen.

## Leben und Karriere
Eliza Faria wurde in New Westminster, British Columbia am 24. März 2004 geboren und wuchs mit ihrer Schwester Mikayla Faria auf.
Schon im Alter von zwei Jahren trat Eliza gemeinsam mit ihrer Schwester in Werbespots auf. Ihre frühe Karriere war geprägt von zahlreichen Auftritten in Kurzfilmen und Fernsehproduktionen.
Eliza Faria hat in einer Vielzahl von Serien und Filmen mitgewirkt.
2012 spielte sie die vierjährige Renesmee Cullen, Tochter von Bella und Edward in Twilight – Breaking Dawn: Teil 2. Ihre Rolle war eine Körperdouble-Funktion für die Hauptdarstellerin Mackenzie Foy, die Renesmee in den meisten Szenen verkörperte.
Bekannt wurde sie durch ihre Rolle in der Serie Arrow als Zoe Ramirez, der Tochter von Rene Ramirez (Wild Dog). Ihre Darstellung erstreckte sich über mehrere Staffeln, insbesondere den Staffeln 5 bis 8.

## Filmografie (Auswahl)
- 2013: A Strange Day in July (Kurzfilm)
- 2014: Happy Face Killer
- 2014: Psych (Fernsehserie, 1 Folge)
- 2014: Baby Bootcamp
- 2014: Witches of East End (Fernsehserie, 1 Folge)
- 2015: Jeremy Tanner Is a Sicko (Kurzfilm)
- 2016: American Conjuring
- 2016: Dead of Summer (Fernsehserie, 1 Folge)
- 2016: Frequency (Fernsehserie, 1 Folge)
- 2016: Pretty Little Dead Girl
- 2017: The 100 (Fernsehserie, 1 Folge)
- 2017–2019: Arrow (Fernsehserie, 16 Folgen)
- 2020: A Babysitters's Guide to Munster Hunting
- 2021: Two Sentence Horror Stories (Fernsehserie, 1 Folge)